# Mary Wills
Mary Wills (4 iulie 1914 – 7 februarie 1997) a fost o creatoare de costume pentru film, câștigătoare a unui premiu Oscar.

## Biografie
Wills s-a născut în Prescott, Arizona. În 1930, familia ei s-a mutat la Albuquerque, New Mexico.
Willis a studiat la Universitatea din Arizona și și-a finalizat studiile cu o diplomă de licență la Universitatea din New Mexico. Ea și-a început cariera, proiectând decoruri și costume la Universitatea New Mexico din Albuquerque. A obținut o diplomă de master la Școala de Artă și Teatru a Universității Yale.
Primul ei loc de muncă la Hollywood a fost ca desenatoare la filmul Pe aripile Vântului.
Ea a fost nominalizată de șapte ori la premiul Oscar, câștigând Premiul Oscar pentru costume pentru The Wonderful World of the Brothers Grimm în 1962. În afară de participarea la realizarea costumelor din filme, ea a lucrat, de asemenea, în spectacole live, inclusiv Shipstead & Johnson's Ice Follies și New Buffalo Bill Wild West Show.
Wills a murit în Sedona, Arizona, la vârsta de 82 de ani din cauza unei insuficiențe renale. Schițele ei originale fac parte din colecția Los Angeles County Museum of Art.